# Championnats du monde de cyclisme sur piste 1937
Navigation
Zürich 1936 Amsterdam 1938

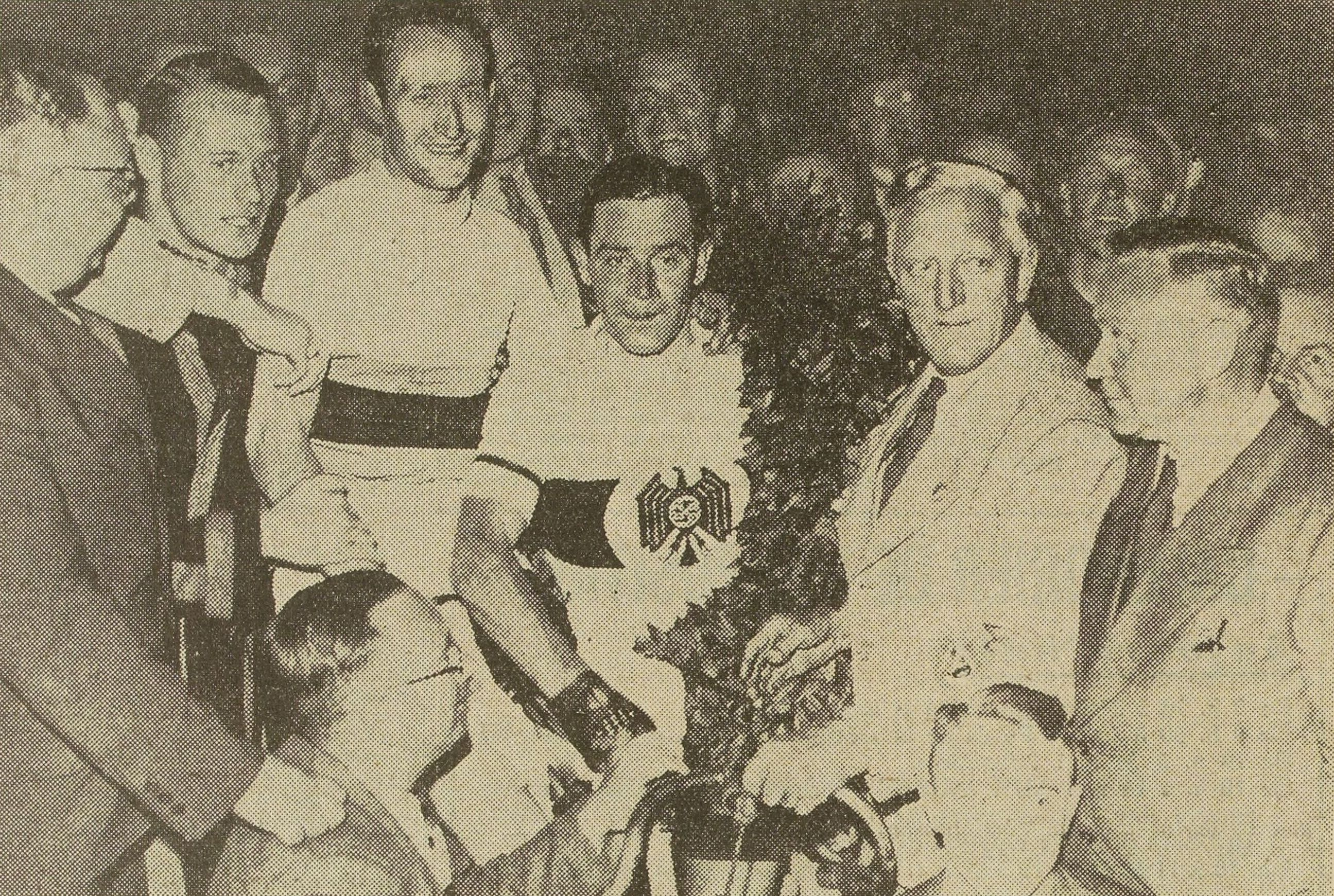
Après sa victoire dans le championnat du monde de demi-fond 1937, Walter Lohmann (à gauche) et Adolf Schön troisième (à droite).

Les Championnats du monde de cyclisme sur piste 1937 ont eu lieu du 21 au 29 août à Copenhague, au Danemark organisé par le Dansk Bicycle Club,. Les compétitions se sont déroulées au vélodrome d'Ordrup dans la banlieue nord de Copenhague.

## Résultats

### Podiums professionnels
| Compétition | Or                       | Argent                  | Bronze                   |
| ----------- | ------------------------ | ----------------------- | ------------------------ |
| Vitesse     | Jef Scherens Belgique    | Arie van Vliet Pays-Bas | Albert Richter Allemagne |
| Demi-fond   | Walter Lohmann Allemagne | Ernest Terreau France   | Adolf Schön Allemagne    |

### Podiums amateurs
| Compétition | Or                         | Argent                | Bronze                |
| ----------- | -------------------------- | --------------------- | --------------------- |
| Vitesse     | Jef van de Vijver Pays-Bas | Pierre Georget France | Hendrik Ooms Pays-Bas |

## Tableau des médailles
| Rang | Nation    | Or | Argent | Bronze | Total |
| ---- | --------- | -- | ------ | ------ | ----- |
| 1    | Pays-Bas  | 1  | 1      | 1      | 3     |
| 2    | Allemagne | 1  | 0      | 2      | 3     |
| 3    | Belgique  | 1  | 0      | 0      | 1     |
| 4    | France    | 0  | 2      | 0      | 2     |

## Liste des engagés
D'après L'Auto et Ce soir, 38 sprinters amateurs; 21 sprinters pro; 14 stayers :
Vitesse amateurs
 Allemagne. — Heinz Hasselberg, Rudolf Kansch, Ernst Ihbe.
 France. — Roger Courly, Pierre Georget. 
 Tchécoslovaquie.- Vilém Jakl, Josef Konàrek. 
 Turquie — Orhan Suda, Talat Tuncalp, Bekir Béret, Yunus Nuzhet, Eyyub Yilmaz.
 Norvège.- Haakon Sandtorp, Per Mortensen. 
 Hongrie. — Laszlo Orczan, Ferenc Eles.
 Afrique du Sud. - Sidney Rose.
 Royaume-Uni. — Raymond Hicks, CB. Helps.
 Pays-Bas. — Hendrik Ooms, Chr. Kropman, Jef van de Vijver, J.C. Peperkamp, P.W.H. Smits, W. van Ommeren.
 Italie. — Benedetto Pola, Severino Rigoni, Bruno Loatti, Italo Astolfi
 Danemark. - Hans Chr. Nielsen, Cari Johan Géné, Arne W. Pedersen, Palle Holtzer, Arne Voss, Kield Brask Andersen.
 Suisse. — Edwin Baumann.
 Belgique. — Henri Collard, Joseph Hendrickx.
Vitesse professionnels
 Allemagne. — Albert Richter, Toni Merkens, Mathias Engel
 France. — Louis Chaillot, Louis Gérardin, Lucien Michard, Lucien Faucheux.
 Australie. — Joseph Buckley.
 Royaume-Uni. — Sydney Cozens.
 Belgique. — Jef Scherens.
 Pays-Bas.- Arie van Vliet, Jack van Egmond, J.J. van den Heuvel, A. van den Linden, Gerard Leene.
 Italie. — Avanti Martinetti
 Danemark. — Willy Falck Hansen, Werner Grundahl (en), Heino Dissing (en), Richard Knudeen, Anker Meyer Andersen.
 Suisse. — Joseph Dinkelkamp.
Demi-fond
 Allemagne. — Walter Lohmann, Adolf Schön. 
 France. — Ernest Terreau, Georges Wambst. 
 Royaume-Uni. — Harry Grant. 
 Luxembourg. — Josy Kraus.
 Belgique. — August Meuleman, Georges Ronsse.
 Pays-Bas. — J.J. Snoek, Piet van Kempen. 
 Italie. — Edoardo Severgnini, Alfredo Bovet.
 Suisse. — Türel Wanzenried (en), Hans Gilgen.